# Мартовский Заяц
Мартовский Заяц (англ. March Hare), также часто именуемый Сумасшедший Мартовский Заяц,  (англ. Mad March Hare), Полоумный Заяц (англ. Сrazy Нare) -персонаж, наиболее известный по эпизоду с Безумным чаепитием из книги Льюиса Кэрролла «Алиса в Стране чудес». В продолжении «Алиса в Зазеркалье» появляется похожий персонаж под именем Зай Атс (англ. Haigha) в качестве личного посланника Белого Короля.

## История поговорки
«Безумный, как мартовский заяц» («англ. Mad as a March hare») — распространённая поговорка во времена Льюиса Кэрролла, впервые появляется в сборнике пословиц Джона Хейвуда 1546 года. В книге «Аннотированная Алиса» Мартина Гарднера говорится, что эта поговорка основана на распространённом мнении о поведении зайцев в начале долгого периода размножения, длящегося с февраля по сентябрь в Англии. В начале сезона ещё не желающие спариваться самки часто используют передние лапы, чтобы отбросить слишком настойчивых самцов. В старые времена такое поведение ошибочно принималось за борьбу самцов за расположение самок.

## Заяц Льюиса Кэрролла

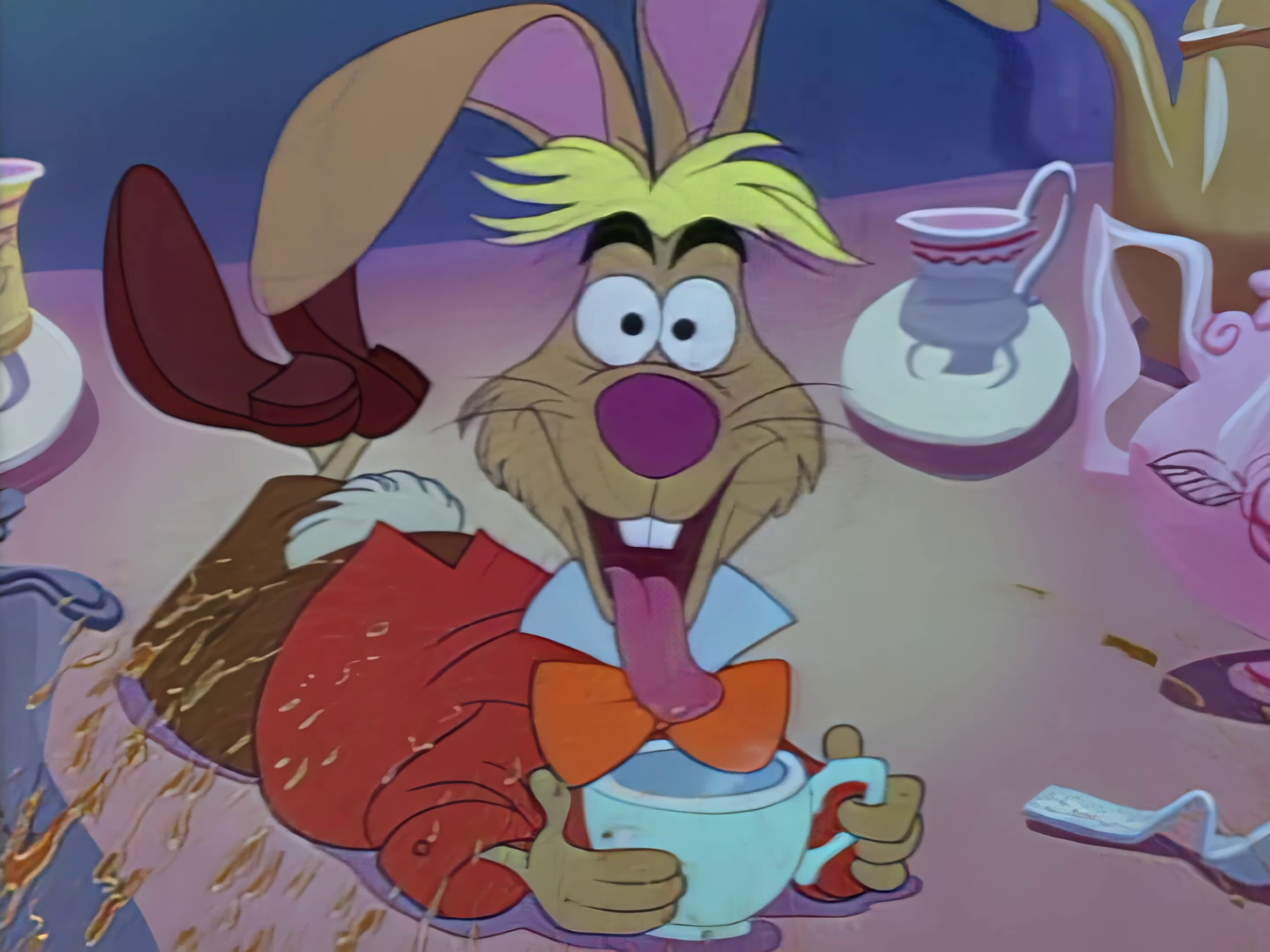
Скриншот из диснеевского мультфильма «Алиса в Стране чудес» (1951)

- Мартовский заяц, как и его знаменитый друг Болванщик, чувствует себя вынужденным постоянно вести себя так, словно сейчас время пить чай, поскольку Болванщик «убил время», когда пел для Червонной Королевы[2].
- В книге кратко показано, как Мартовский заяц живёт в доме, где вся мебель и все часы имеют форму головы зайца, что убеждает Алису в том, что заяц действительно «буйно помешанный» (англ. raving mad)[3].
- Сэр Джон Тэнниел, первый иллюстратор книги, изображает зайца с сеном в голове — распространённый в викторианскую эпоху способ изобразить сумасшествие[1].
- Мартовский заяц, в качестве свидетеля, появляется на суде по делу Валета Червей[4].

## Дисней
В диснеевском мультфильме «Алиса в Стране чудес» Мартовский Заяц изображён на безумном чаепитии в беспорядочном смятении. Он постоянно предлагает Алисе чашку чая, но по рассеянности ставит её так, что Алиса не может до неё дотянуться, или же отнимает чашку у главной героини в тот самый момент, когда она собирается сделать глоток. Его озвучил актёр Джерри Колонна, по реальному внешнему виду которого Мартовский Заяц был прорисован художником-аниматором Уордом Кимбаллом — одним из «Девяти диснеевских стариков». В таком же образе Мартовский Заяц время от времени появляется в диснеевских мультсериалах «Чокнутый» и «Мышиный дом».

## Компьютерные игры
Заяц появляется в компьютерной игре American McGee’s Alice, где вместе с Соней является жертвой экспериментов Болванщика. Он присутствует и в сиквеле этой игры, Alice: Madness Returns, но уже в качестве отрицательного персонажа. В игре по мотиву фильма Бёртона Заяц — немного сумасшедший персонаж, бросающийся посудой и владеющий телекинезом.

## Аниме и манга
- Образ Мартовского Зайца присутствует в манге Pandora Hearts в качестве цепи Рейма Луннетса.
- В OVA «Сиэль в Стране Чудес» аниме «Тёмный дворецкий» эту роль выполнял жнец Уильям Т Спирс.
- Мартовский Заяц присутствует в High School DxD как существо, призываемое из «Священного механизма» «Зеркало Алисы».